# Константин Цанев
Константин Цанев е български актьор и журналист.

## Ранен живот
Роден е на 18 октомври 1953 г. в гр. София. Той е племенник на Людмил Кирков.

## Кариера 1977 – 1989
През 1977 г. завършва актьорско майсторство за драматичен театър във ВИТИЗ (днешния НАТФИЗ) в класа на проф. Енчо Халачев.
Още като студент се снима във филма „Пътят към София“ (5-сериен тв, 1978), с който става много известен.
Дългогодишен актьор на сцената на Народния театър „Иван Вазов“, гр. София (1977−1990). Гастролира в Театър 199.
Често се снима в постановките на Телевизионния театър. Носител на национални награди.

## Кариера след 1989
През 1990 г. заминава за Германия, където започва работа като журналист в българската редакция на радио Дойче веле в Кьолн.
През 2007 г. се снима в българския сериен телевизионен филм Людмил и Руслана (2008) (сц. Пенчо Ковачев, реж. Мариана Евстатиева-Биолчева).

## Личен живот
Първата му съпруга е българската актриса Мария Каварджикова, от която има 2 дъщери: Александра и Гергана. През 1994 г. се развеждат. По-късно сключва брак с германка, от която има близнаци: Константин и Елена.

## Театрални роли
- „Бяг“ (от Михаил Булгаков) – Сергей Голубков (дебют на сцената на Народния театър) (1977)[1]
- „Сенки“ (от М. Е. Салтиков-Шчедрин) – Набойкин[1]
- „Дипломати“ (от Н. Драгова и П. Стефанов) – Княз Церетелев[1]
- „За честта на пагона“ (от Камен Зидаров) – Поручик Панов[1]
- „Под игото“ (по Иван Вазов) – Викентий[1]
- „Черна комедия“ (от Питър Шафър) – Харолд Гориндж[1]
- „Бресткият мир“ (от М. Шатров) – Свердлов[1]
- „Процесът по издирване тялото на Исус Назарянина“ (от Ст. Гечев) – Обвинителят[1]

## Телевизионен театър
- „Виновно време“ (1989) (от Марко Семов, реж. Хараламби Младенов)
- „Жребий“ (1989) (Васил Пекунов)
- „Гълъб за сърдечни послания“ (1989) (Неда Антонова)
- „Милионерът“ (1988) (от Йордан Йовков, реж. Павел Павлов)
- „Новото пристанище“ (1987) (по едноименната сатира на Ст. Л. Костов, реж. Емил Капудалиев)
- „Години на странствуване“ (1987) (Александър Арбузов), 2 части
- „Гнездото на глухаря“ (1987) (Виктор Розов)
- „Морската болест“ (1987) (Ст. Л. Костов) - Сашо Василков
- „Свекърва“ (1986) (от Антон Страшимиров, тв адаптация и реж. Павел Павлов)
- „Мадам Сан Жен“ (1986) (Викториен Сарду)
- „Руска“ (1986) (Иван Вазов)
- „Хляб наш насущний“ (1986) (Първан Стефанов)
- „Два картофа и шише лимонада“ (1986) (Карел Чапек)
- „След сезона“ (1985) (Димитър Начев)
- „Огненият кръг“ (1984) (Светослав Славчев)
- „Каменният гост“ (1983) (от Александър Пушкин, реж. Павел Павлов)
- „Ана Кристи“ (1983) (от Юджийн О'Нийл)
- „История на отживялото живуркане“ (1979) (Михаил Салтиков-Шчедрин и Сергей Михалков), 2 части – Глумов
- „Разплатата“ (1982) (от Алфред дьо Вини, реж. Павел Павлов)
- „Наздраве“ (1982) (от Пиер Шено)
- „Майка на своите деца“ (1981) (от Александър Афиногеев)
- „Гешефт“ (1980) (от Октав Мирбо)
- „Войната свършва днес“ (от Боян Биолчев)
- „Гледна точка“ (1977) (от Василий Шукшин)

## Филмография
| Година | Филми и Сериали                                   | Серии | Копродукции   | Роля                                                                        |
| ------ | ------------------------------------------------- | ----- | ------------- | --------------------------------------------------------------------------- |
| 2008   | Людмил и Руслана (тв сериал)                      | 6     |               | Людмил                                                                      |
| 1989   | Пазачът на планетата (тв сериал)                  | 2     |               |                                                                             |
| 1989   | Разводи, разводи                                  |       |               | Стефан, съпруг на Мария и свидетелят на ищеца (в III новела: „Свидетелите“) |
| 1988   | Вечери в Антимовския хан (тв сериал)              | 2     |               | поручик Алтънов                                                             |
| 1987   | Ева на третия етаж                                |       |               | Маринов                                                                     |
| 1987   | Човек на паважа                                   |       |               | Новаков                                                                     |
| 1987   | Каменната гора (тв)                               |       |               |                                                                             |
| ?      | Златна сватба                                     | 2     |               |                                                                             |
| 1986   | Дом за нашите деца (тв сериал)                    | 5     |               | лекар, колега на Ана Алданова (в 3 серии: II, III, V)                       |
| 1985   | Скакалци (тв)                                     |       |               | Борис Проданов                                                              |
| 1984   | Битката за Бяла Сълзлийка (тв сериал)             | 3     |               |                                                                             |
| 1984   | Не знам, не чух, не видях (тв)                    |       |               | Атанас Добрев, управителят на супермаркета                                  |
| 1984   | Кажи им, майко, да помнят (тв сериал)             | 6     |               | Чапай, командира на партизанския отряд (в 2 серии: III и IV)                |
| 1983   | Константин Философ (тв сериал)                    | 6     |               | Методий (в 2 серии: I и VI)                                                 |
| 1983   | Семейство Карастоянови (Карастояновы) (тв сериал) | 4     | СССР/България |                                                                             |
| 1983   | Последни желания                                  |       |               |                                                                             |
| 1981   | Търновската царица                                |       |               | Хаджихристов (конте Кокорко)                                                |
| 1981   | Руският консул (тв сериал)                        | 2     |               | Хаим паша                                                                   |
| 1980   | Стършел (Овод) (тв сериал)                        | 3     | СССР          | Рикардо                                                                     |
| 1979   | Бедният Лука                                      |       |               |                                                                             |
| 1978   | Пътят към София (Путь к Софии) (тв сериал)        | 5     | България/СССР | Андреа Будинов                                                              |
| 1976   | Допълнение към закона за защита на държавата      | 2     |               |                                                                             |